# Buckland-Tout-Saints
Buckland-Tout-Saints – wieś w Anglii, w hrabstwie Devon, w dystrykcie South Hams.